# Gen Paul
Gen Paul, seudónimo de Eugène Paul (París, 2 de julio de 1895 – ídem, 30 de abril de 1975) fue un pintor, y grabador francés. 
Adscrito al expresionismo, fue un pintor autodidacta, influido por Van Gogh y Cézanne, así como por Velázquez, Goya y El Greco. Sus obras se caracterizan por las pinceladas gestuales, composiciones atrevidas, perspectivas forzadas, uso de diagonales y zigzags, y áreas planas de color. A diferencia de otros expresionistas de la época como Soutine y Rouault, sus obras están llenas de optimismo, impulsado por su pasión por la vida y su deseo de superar su discapacidad –fue herido durante la guerra–. Debido al dinamismo y el movimiento inherente en sus pinturas, algunos críticos consideran a Gen Paul un precursor del expresionismo abstracto.
Está enterrado en el Cementerio Saint-Vincent de Montmartre.